# Alien Days
«Alien Days» (с англ. — «Чуждые дни») — первый выпущенный сингл со студийного альбома MGMT музыкальной группы MGMT. Впервые группа исполнила композицию в ходе своего тура по Южной Америке, в рамках концерта в Боготе (Колумбия). Сингл был выпущен на аудиокассете, что вызвало резонанс среди поклонников группы и музыкальных журналистов, т.к в настоящее время данный формат не популярен и не пользуется спросом. 11 марта было подтверждено, что композиция выйдет в данном формате и будет доступна для продажи 20 апреля 2013 года. На аудиокассете содержалась одноименная композиция и би-сайд Message 7 from Hearty White.

## Список композиций
| №  | Название                                | Длительность |
| -- | --------------------------------------- | ------------ |
| 1. | «Alien Days» (альбомная версия)         | 5:10         |
| 2. | «Message 7 from Hearty White» (би-сайд) | 5:15         |

## Участники записи
- Эндрю Ванвингарден — вокал, гитара, бас-гитара
- Бэн Голдвассер — клавишные, микширование

## Клип
31 октября 2013 года группа представила клип к выпущенной композиции.